# Hlásnice
Hlásnice (deutsch Wächtersdorf) ist eine Gemeinde in Tschechien. Sie liegt drei Kilometer nördlich von Šternberk und gehört zum Okres Olomouc.

## Geographie
Hlásnice befindet sich im Westen des Niederen Gesenkes. Das Dorf liegt am Westhang einer Kuppe über dem Quellgrund des Baches Babický potok. Gegen Osten bildet die Sitka ein tief eingeschnittenes Tal. Nördlich erhebt sich die Dubová hora (Kloben, 544 m), im Südwesten die Kamínka (329 m) sowie nordwestlich der Lískovec (337 m) und der Krkavčí (389 m).
Nachbarorte sind Chabičov im Norden, Horní Žleb und Horní Loděnice im Nordosten, Nové Dvorce und Dolní Žleb im Osten, Lipina und Stachov im Südosten, Šternberk und Obora im Süden, Babice im Südwesten, Krakořice und Mladějovice im Westen sowie Komárov und Řídeč im Nordwesten.

## Geschichte
Im Jahre 1253 erwarben die Herren von Sternberg die vordem den Olmützer Herzögen gehörigen Güter nördlich von Olmütz und errichteten wenig später die Burg Sternberg. Zu den Dörfern der Herrschaft Sternberg gehörte auch das Dorf Velislav, das zum Ende des 14. Jahrhunderts erlosch. Es wird angenommen, dass sich Velislav an der Stelle des heutigen Hlásnice befand. Andererseits gibt es auch Ansichten, die das wüste Dorf weiter unten im Tal in der Umgebung der Einschicht Filzlaus bei Babice lokalisieren; dies wird auch dadurch genährt, dass noch 1397 das wüste Welislawow nachweislich ist.
Die erste schriftliche Erwähnung von Hlasenitze erfolgte im Jahre 1371. Der Name des Ortes leitet sich offensichtlich daher, dass sich auf der Kuppe nördlich von Sternberg ein Wachtposten befand und die Bewohner des Dorfes die Annäherung Fremder nach Sternberg meldeten (tschechisch hlásit). Im Jahre 1409 wurde der Ort als  Weleslawow, jetzt Hlásnice, ab 1480 als Velislavov, ab 1546 als Hlásnice, ab 1567 als Veleslavov, sonst Hlásnice bzw. Veleslav, ab 1599 als Wechtersdorf bzw. Velislav sonst Hlásnice, ab 1636 als Wächtersdorf, ab 1692 als Wachtersdorf und ab 1720 auch als Hlasenice bzw. Hlásenice bezeichnet. Bei der von 1556 bis 1558 andauernden Pestepidemie verstarb ein Großteil der Einwohner und die gesamte Herrschaft Sternberg verödete und verarmte. Da der Bevölkerungsverlust nicht mit tschechischen Untertanen zu kompensieren war, holte Karl II. von Münsterberg, der 1570 durch Heirat an die Herrschaft Sternberg gelangt war, deutsche Siedler aus seinen schlesischen Besitzungen und der Grafschaft Glatz ins Land. Zugleich förderte er den Protestantismus. Die während des Dreißigjährigen Krieges einsetzende Rekatholisierung führte dazu, dass Protestanten zum Verlassen des Landes gezwungen wurden. Nach dem Tod des Herzogs Karl Friedrich I. von Münsterberg-Oels, mit dem die schlesische Linie der Podiebrader erlosch, folgte ihm 1647 sein Schwiegersohn Silvius I. Nimrod von Württemberg-Oels. Die Herzöge von Württemberg-Oels ließen die verlassenen Gehöfte mit deutschen Bauern besetzen. Wächtersdorf wurde so seit dem 17. Jahrhundert zu einem rein deutschsprachigen Dorf. Die Matriken wurden seit 1633 in Sternberg geführt. 1693 verkaufte Silvius II. Friedrich die Herrschaft Sternberg an Johann Adam Andreas von Liechtenstein. Bis zur Mitte des 19. Jahrhunderts blieb der Ort immer zur Fürstlich Liechtensteinischen Herrschaft Sternberg untertänig.
Nach der Aufhebung der Patrimonialherrschaften bildete Wächtersdorf/Hlasenice ab 1850 eine Gemeinde in der Bezirkshauptmannschaft und dem Gerichtsbezirk Sternberg. Da die Böden trotz der Gebirgslage recht fruchtbar waren, lebten die meisten der Bewohner von der Landwirtschaft. Außerdem wurde in der Umgebung Eisenerz gefördert, der Bergbau erlosch in den 1920er Jahren.
Ab 1893 wurde der Ort im Tschechischen als Hlásenice und seit 1922 als Řídeč bezeichnet. Im Jahre 1930 lebten in Wächtersdorf 301 Personen. Nach dem Münchner Abkommen wurde die Gemeinde am 10. Oktober 1938 an das Deutsche Reich angegliedert und gehörte bis 1945 zum Landkreis Sternberg. 1939 hatte Wächtersdorf 268 Einwohner. Am 6. Mai 1945 nahm die 4. Ukrainische Front der Roten Armee den Ort ein. Nach Kriegsende kam die Gemeinde wieder zur Tschechoslowakei zurück. Ab Juni 1945 erfolgte bis 1947 die Ansiedlung von Tschechen aus Mähren und Wolhynien. Die deutsche Bevölkerung wurde 1946 ins Sammellager Štěpánov abtransportiert. Im Zuge der Gebietsreform von 1960 wurde Hlásnice nach der Auflösung des Okres Šternberk dem Okres Olomouc zugeordnet, zugleich nach Chabičov eingemeindet. 1974 erfolgte die Eingemeindung nach Šternberk. Nach der Samtenen Revolution löste sich Hlásnice im November 1990 wieder von Šternberk los und bildete seither eine eigene Gemeinde.

## Gemeindegliederung
Für die Gemeinde Hlásnice sind keine Ortsteile ausgewiesen.

## Sehenswürdigkeiten
- Kapelle des hl. Georg, erbaut in den 1930er Jahren
- Steinernes Kreuz
- Gefallenendenkmal
- Dubová hora, am Hang des Berges steht ein hölzerner Aussichtsaltan, von dem sich eine weite Sicht bis Šternberk, Olmütz und Teile der Hanna bietet. Unterhalb der Dubová hora liegt die überdachte Quelle Josefčina studánka.